# 马里兰号潜艇
马里兰号潜艇 (SSBN-738)是美国海军中的第十三艘俄亥俄级核潜艇。它也是美国海军中第四艘以马里兰州之名命名的军舰。位于康涅狄格州格罗顿的通用动力下属公司电船公司承建了该潜艇。马里兰号潜艇于1991年10月10日下水，通用电船公司为其主持了一个庆祝仪式；1992年7月13日，该潜艇正式服役，现隶属于美国大西洋舰队，母港为佐治亚州的金斯湾海军基地。

## 大众文化中的马里兰号潜艇
- 在汤姆·克兰西的小说《美日开战》中，由马里兰号潜艇和其它数艘潜艇组成的潜艇编队被派往迎击日本对北马里亚纳群岛的侵略。
- 在1998年的电影《冰河次世纪》中，马里兰号潜艇被派往冰冻的西海岸疏散政要巨豪——此时的海岸线已经被冰层封锁，水面船只无法靠近。